# Bundesjugendsingen
Das Bundesjugendsingen ist ein Jugendchorfestival, das seit 1948 alle drei Jahre in einem anderen Bundesland Österreichs durchgeführt wird. In den Vorbewerben auf Bezirksebene qualifizieren sich die Kinder- und Jugendchöre für das Landesjugendsingen. Die besten Chöre des jeweiligen Bundeslandes nehmen beim Bundesjugendsingen teil. 

## Geschichte
Seit 1948 besteht dieser Bewerb, der zur Förderung des schulischen und außerschulischen chorischen Singens in Österreich konzipiert ist. Beim 1. Bundesjugendsingen am 8. Juli 1948, das in Wien ausgetragen wurde, nahmen  2.000 junge Sänger  teil. Anfangs fanden die Bewerbe noch jährlich statt, bis man sich 1953 entschloss, die Bezirks-, Landesbewerbe und den Bundesbewerb im Drei-Jahres-Rhythmus durchzuführen.
1977 war erstmals Erwin Ortner als künstlerischer Leiter mit dabei. Er ist Gründer und künstlerischer Leiter des Arnold Schönberg Chores und Juryvorsitzender und bildet gemeinsam mit Claudia Kettenbach und Johannes Prinz die künstlerische Gesamtleitung des Bundesjugendsingens.
1984 gingen die Agenden vom Unterrichtsministerium zum neu gegründeten Bundesministerium für Familie, Jugend und Konsumentenschutz (BMJF) über.
Veranstalter sind das Bundesministerium für Familie und Jugend, das Bundesministerium für Bildung und Frauen sowie die Jugendreferate der jeweiligen Länder.
Vom 23. bis 26. Juni 2017 findet das Bundesjugendsingen nach 27 Jahren wieder in der Steiermark, in Graz statt. Die Steiermark führte bisher zwei Bundesjugendsingen in den Jahren 1962 und 1989, unter der Leitung des Landesjugendreferates beim Amt der Steiermärkischen Landesregierung, durch. 2017 ist auch wieder das Referat Jugend der Abteilung 6, Fachabteilung Gesellschaft in Kooperation mit dem BMJF für die Durchführung verantwortlich.